# Besiberri Norte
El Besiberri Norte es un pico de los Pirineos con una altitud 3015 metros,  está situado en el límite de las comarcas del Valle de Arán y la Alta Ribagorza, en la provincia de Lérida.

## Descripción
El Besiberri del Norte está situado el Norte del Macizo del Besiberri, forman parte de este macizo los picos del Besiberri Medio (2995 metros), el Besiberri Sur (3024 metros) y el Comaloforno (3029 metros).

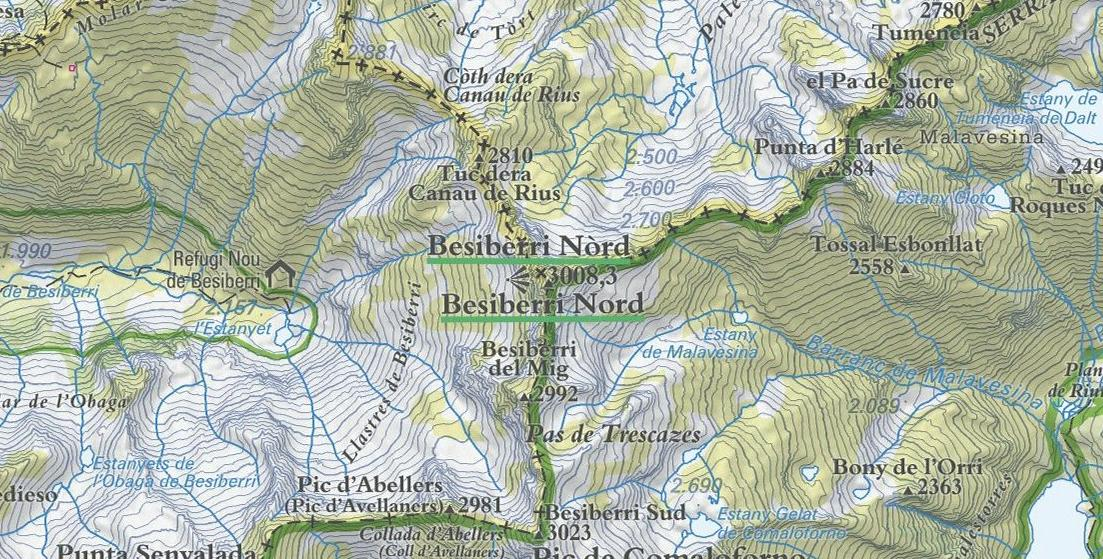
Plano topográfico escala 1:50.000 del Besiberri Norte

En el Norte del Besiberri Norte se encuentra el Valle de Valarties donde se encuentran el lago o lac de Mar y el lago de Era Restanca juntamente con el Río Valarties.
En el Oeste se encuentra el Valle de Besiberri con el Estany de Besiberri y el barranco o barranc de Besiberri.
En el este tenemos al Estany de Malavesina donde nace el barranco de Malavesina, uniéndose este último con el río Noguera de Tor en el Planell de Riumalo cerca del Embalse de Cavallers.